# Mary Siragusa
Mary Siragusa (* 8. Februar 1920 in Santo Domingo; † 12. Dezember 2002 ebenda) war eine dominikanische Pianistin und Musikpädagogin.

## Leben
Mary Siragusa studierte am Liceo Musical bei Juana Martínez und María Luisa Nanita und vervollkommnete ihre Ausbildung bei Manuela Jiménez. Sie trat als Konzertpianistin auf und unterrichtete ab der Gründung 1942 mehr als 42 Jahre am Conservatorio Nacional de Música. Für ihre Tätigkeit erhielt sie Auszeichnungen des Consejo Nacional de Educación, des Conservatorio Nacional de Música, der Universidad Autónoma de Santo Domingo und der Secretaría de Educación, Bellas Artes y Cultos.
Auch ihre Tochter María de Fátima Geraldes, die von ihr den ersten Klavierunterricht erhielt, wurde als Pianistin bekannt. Weitere ihrer Schüler waren u. a. Rafael Solano, Catana Pérez de Cuello, Floralba del Monte, Miriam Ariza und Pedro Delgado Malagon.

## Quelle
- El Tren de Yaguaramas - Mary Siragusa

| Personendaten    | Personendaten                               |
| ---------------- | ------------------------------------------- |
| NAME             | Siragusa, Mary                              |
| KURZBESCHREIBUNG | dominikanische Pianistin und Musikpädagogin |
| GEBURTSDATUM     | 8. Februar 1920                             |
| GEBURTSORT       | Santo Domingo                               |
| STERBEDATUM      | 12. Dezember 2002                           |
| STERBEORT        | Santo Domingo                               |